# 方硼石
方硼石（英語：Boracite）是一種硼酸鎂礦物，分子式為Mg3B7O13Cl。 呈藍綠色、無色、灰色、黃色至白色晶體，屬正交晶系。方硼石有時顯示偽立方晶系體和正八面體形式。 這是因爲它從高溫不穩定的立方晶系冷卻轉變形成的。方硼石的雙晶很多。 它的產狀以可見的晶體形態最多，與石膏和硬石膏伴生時，為細顆粒晶體。 它的莫氏硬度為 7 至 7.5，比重為 2.9。 折射率值為 nα = 1.658 - 1.662，nβ = 1.662 - 1.667 和 nγ = 1.668 - 1.673。 它有貝殼狀斷口，無解理面。 它不溶於水。
方硼石通常存在蒸發岩序列中，與石膏、硬石膏、岩鹽、鉀鹽、光鹵石、钾盐镁矾和硅铝榴石(hilgardite)伴生。方硼石在新不倫瑞克省蘇塞克斯附近也有分佈。方硼石的標準產地是在德國下薩克森州 Lüneburg Kalkberg，該礦物於 1789 年被命名。其名稱源自其硼含量（按質量計硼含量為 19% 至 20%）。